# Taraxineura
Taraxineura là một chi bướm đêm thuộc họ Geometridae.